# Буданова Катерина Василівна
Катери́на Васи́лівна Буда́нова (рос. Екатерина Васильевна Буданова; нар. 7 грудня 1916 — 19 липня 1943) — радянська військова льотчиця-винищувач часів Другої світової війни, пілот 73-го гвардійського винищувального авіаційного полку (6-а гвардійська винищувальна авіаційна дивізія 8-ї повітряної армії Південного фронту), гвардії старший лейтенант. Герой Російської Федерації (1993).

## Життєпис
Народилася 7 грудня 1916 року в селі Коноплянці Вяземського повіту Смоленської губернії Російської імперії (нині — селище Тьомкинського району Смоленської області Росії) в селянській родині. Росіянка. Рано залишилась сиротою. після закінчення школи переїхала в Москву. Працювала на заводі у Філях, навчалась у місцевому аероклубі. Після закінчення аероклубу залишилась в ньому інструктором. Член ВКП(б) з 1939 року.
До лав РСЧА призвана за спецнабором восени 1941 року. На фронтах німецько-радянської війни з 1 квітня 1942 року. Бойову діяльність молодший лейтенант Буданова розпочала на винищувачі Як-1 пілотом 586-го винищувального авіаційного полку системи ППО м. Саратова. За період з 15 квітня по 10 вересня 1942 року здійснила 55 бойових вильотів на патрулювання та супроводження літаків транспортної авіації з особливо цінними вантажами.
З 10 вересня 1942 року — пілот 758-го і 487-го винищувальних авіаційних полків на Сталінградському фронті. За короткий час здійснила 17 бойових вильотів.
З 1 жовтня 1942 року перебувала в оперативному підпорядкуванні 9-го гвардійського винищувального авіаційного полку того ж фронту. У його складі здійснила 78 бойових вильотів.
З 8 січня 1943 року — пілот 296-го (з 18.03.1943 року — 73-го гвардійського) винищувального авіаційного полку.
Всього за час бойової діяльності здійснила 266 бойових вильотів, у повітряних боях збила особисто 6 і в складі групи — 5 літаків супротивника.
Загинула в повітряному бою 19 липня 1943 року. Похована на місці падіння в селі Новокраснівка Антрацитівського району Луганської області. 9 травня 1988 року з військовими почестями перепохована на Радянській площі в центрі села Бобрикове того ж району.

## Нагороди
Указом Президента Російської Федерації № 1553 від 1 жовтня 1993 року за мужність і героїзм, виявлені в роки Другої світової війни, Будановій Катерині Василівні присвоєне звання Героя Російської Федерації (посмертно).
Також була нагороджена орденами Вітчизняної війни 1-го ступеня (22.07.1943) і Червоної Зірки (17.02.1943).